# Banque Rothschild
Pour les articles homonymes, voir Rothschild et Rothschild & Cie.
Rothschild Frères est la banque historique de la branche française de la famille Rothschild. Fondée en 1817 à Paris, elle est devenue la banque Rothschild en 1967 puis l'Européenne de Banque lors de sa nationalisation en 1982. Cédée dans un premier temps au Crédit commercial de France (CCF), elle est revendue en 1991 à la banque Barclays et a ainsi été intégrée à cette dernière en disparaissant du registre du commerce et des sociétés.

## Historique
Mayer Amschel Rothschild reprit dans les années 1760 l'affaire de commerce et de change créée par son père en 1750. Au commerce des étoffes, des vins et des épices, vinrent bientôt s'ajouter les opérations financières pour le compte de la maison princière de Hesse. Pour soigner les intérêts de la famille de Hesse et pour favoriser les échanges avec le continent, l'un des fils d'Amschel, Nathan, s'établit d'abord à Manchester, puis à Londres où il s'installa en 1804 d'une manière définitive.
Profitant de la porte ouverte par Napoléon, malgré le blocus continental, pour assurer quelques relations financières et commerciales avec l'Angleterre, le plus jeune fils d'Amschel, James de Rothschild, se fixa dans le petit port de Gravelines, puis, à partir de 1813, à Paris, comme représentant de la firme de Francfort. James de Rothschild s'installa définitivement à Paris, sous la raison sociale de Rothschild frères, en 1817.
En 1821, Salomon de Rothschild et Carl de Rothschild, frères du fondateur de la maison de Paris, créèrent des maisons à Vienne et à Naples. Ainsi se trouvait constitué le groupe des cinq frères Rothschild.
Maison de commerce, la firme de Rothschild frères le resta longtemps. Pour appuyer son activité dans ce domaine, la maison Rothschild, dès avant 1848, créa une flotte marchande. Au blé et au coton, produits traditionnels du grand commerce international, la maison Rothschild étendit ses affaires à d'autres marchandises. Ce furent d'abord les « matières », l'or et l'argent, et, conjointement, les produits qui servaient à l'affinage, en particulier le mercure.
À l'extrême fin du XIXe siècle, abandonnant le commerce proprement dit, elle prend une part importante à la création des grandes entreprises industrielles (chemins de fer, métallurgie, pétrole…). Elle participe également aux grandes opérations de crédit public.
La reprise des affaires, en 1944, fut rendue difficile tant par les spoliations subies pendant la guerre que par les changements de législation qui affectèrent le secteur bancaire. La maison Rothschild s'adapta à ces conditions nouvelles Elle choisit, dès ce moment, de reprendre, parallèlement à son activité financière traditionnelle, une activité bancaire qu’elle avait un peu abandonnée.
La banque Rothschild est nationalisée par le gouvernement socialiste de Pierre Mauroy, sous la présidence de François Mitterrand, par la loi du 11 février 1982 puis rebaptisée « Européenne de banque ».
En 1983, la famille Rothschild réagit à cette nationalisation en recréant une banque familiale : David de Rothschild fonde alors la banque Rothschild & Cie.
Contrôlée par le Crédit commercial de France (CCF), lequel est à nouveau privatisé en 1987, l’Européenne de banque est rachetée en 1991 par la banque Barclays.

## Personnalités liées

### Personnes liées à Rothschild Frères
- Lazare Richtenberger (1792-1853), banquier, représentant Rothschild Frères en Belgique.
- Samuel Lambert (1806-1875), banquier belge, représentant Rothschild Frères en Belgique.
- Léon Lambert (1851-1919), banquier belge, représentant Rothschild Frères en Belgique.

### Présidents de la République française ayant travaillé pour une banque Rothschild
- Georges Pompidou (1911-1974), président de la République française (1969-1974), directeur de la banque Rothschild (1956-1958).
- Emmanuel Macron (1977-), président de la République française (2017-2027), banquier chez la banque Rothschild (2008-2012)

### Sources
- Bertrand Gille, Histoire de la maison Rothschild, Droz, 1965, 1967
- Maurice Druon, Ces Messieurs de Rothschild 1817-1967, 1967